# Чуксинджорджу (комуна)
Чуксинджорджу (рум. Ciucsângeorgiu) — комуна у повіті Харгіта в Румунії. До складу комуни входять такі села (дані про населення за 2002 рік):
- Армешень (702 особи)
- Армешеній-Ной (282 особи)
- Банку (1384 особи)
- Гіурке (6 осіб)
- Егерсек (327 осіб)
- Котормань (65 осіб)
- Потіонд (253 особи)
- Чобеніш (17 осіб)
- Чуксинджорджу (1855 осіб) — адміністративний центр комуни

Комуна розташована на відстані 209 км на північ від Бухареста, 12 км на південний схід від М'єркуря-Чука, 78 км на північ від Брашова.

## Населення
За даними перепису населення 2002 року у комуні проживала 4891 особа.
Національний склад населення комуни:
| Національність | Кількість осіб | Відсоток |
| -------------- | -------------- | -------- |
| угорці         | 4658           | 95,2%    |
| цигани         | 207            | 4,2%     |
| румуни         | 26             | 0,5%     |

Рідною мовою назвали:
| Мова      | Кількість осіб | Відсоток |
| --------- | -------------- | -------- |
| угорська  | 4763           | 97,4%    |
| циганська | 99             | 2,0%     |
| румунська | 29             | 0,6%     |

Склад населення комуни за віросповіданням:
| Релігія        | Кількість осіб | Відсоток |
| -------------- | -------------- | -------- |
| римо-католики  | 4825           | 98,7%    |
| православні    | 19             | 0,4%     |
| реформати      | 17             | 0,3%     |
| греко-католики | 12             | 0,2%     |
| унітарії       | 2              | < 0,1%   |
| адвентисти     | 1              | < 0,1%   |
| старообрядці   | 1              | < 0,1%   |